# Richard Lukas

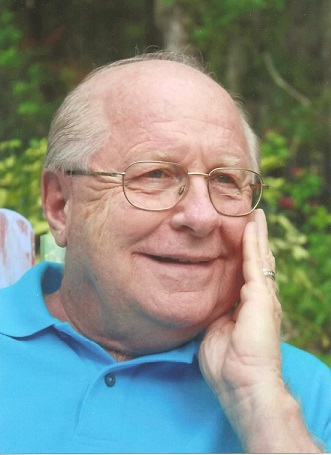
Profesor Richard C. Lukas

Richard C. Lukas (ur. 1937) – amerykański historyk polskiego pochodzenia. Jego zainteresowania koncentrują się wokół tematyki związanej z okupacją hitlerowską Polski oraz relacjami polsko-żydowskimi. Jego najbardziej znaną książką jest napisana w 1986 r. Forgotten Holocaust (Zapomniany Holocaust) poświęconą cierpieniom Polaków w czasie II wojny światowej. Publikacja spotkała się z głosami krytyki ze strony środowisk żydowskich za zrównanie wojennych doświadczeń Polaków i Żydów.
Profesor Lukas był wykładowcą m.in. na Uniwersytecie Technologicznym Tennessee i Uniwersytecie Południowej Florydy.

## Niektóre nagrody i odznaczenia
- Nagroda Fundacji Kościuszkowskiej
- Order Odrodzenia Polski (1988)
- Literacka Nagroda im. Janusza Korczaka przyznana przez Ligę Przeciwko Zniesławieniu (1994)
- Nagroda Instytutu Józefa Piłsudskiego w Ameryce (2000)

## Wybrane publikacje
- Eagles East: The Army Air Forces and the Soviet Union, 1941-1945, Univ Press of Florida, 1970, ISBN 0-8130-0428-4.
- From Metternich to the Beatles, Mentor, 1973, ISBN 0-451-61191-8.
- The Strange Allies, the United States and Poland, 1941-1945, University of Tennessee Press, 1978, ISBN 0-87049-229-2.
- Bitter Legacy: Polish-American Relations in the Wake of World War II, University Press of Kentucky, 1982, ISBN 0-8131-1460-8.
- Out of the Inferno: Poles Remember the Holocaust, University Press of Kentucky, 1989, ISBN 0-8131-1692-9.
- The Forgotten Holocaust: The Poles Under German Occupation, 1939-1944, University of Kentucky Press, 1986; Hippocrene Books, 1990; 2d rev.ed., 1997: 3d rev.ed., 2012. ISBN 0-7818-0901-0.
- Did the Children Cry: Hitler’s War Against Jewish and Polish Children, 1939-1945, Hippocrene Books, 2001, ISBN 0-7818-0870-7.
- Forgotten Survivors: Polish Christians Remember the Nazi Occupation, University Press of Kansas, 2004, ISBN 0-7006-1350-1.

## Przekłady w języku polskim
- Zapomniany holocaust: Polacy pod okupacją niemiecką 1939-1944, przeł. z ang. Sławomir Stodulski, Kielce: „Jedność” 1995 (Wyd. 2. popr., uzup. i rozsz., z przedmową Normana Daviesa, Poznań: Dom Wydawniczy „Rebis”, 2012; wyd. 3 2013).
- Dziecięcy płacz. Holokaust dzieci żydowskich i polskich w latach 1939-1945, Wydawnictwo Replika, 2018